# Centrální evidence veřejných sbírek
Centrální evidence veřejných sbírek je informační systém veřejné správy vedený podle zákona č. 117/2001 Sb., o veřejných sbírkách a o změně některých zákonů, ve znění pozdějších předpisů. Evidenci vede Ministerstvo vnitra České republiky. Příslušné krajské úřady oznamují ministerstvu všechny povinné údaje, a to ve lhůtě do 14 dnů od zahájení konání veřejné sbírky. Ve stejné lhůtě oznamují i rozhodnutí o tom, že sbírku nelze konat, o jejím dočasném zastavení, anebo o změně účelu sbírky. Ministerstvo zpřístupní aktuální informace z centrální evidence sbírek na svých internetových stránkách do 14 dnů od oznámení příslušného krajského úřadu. Evidence vznikla v prosinci 2018 a je veřejná.
Ministerstvo a příslušné krajské úřady při výkonu působnosti podle tohoto zákona využívají referenční údaje ze základního registru obyvatel nebo z informačního systému cizinců. Přípustný rozsah údajů určuje zákon a lze použít vždy jen takové údaje, které jsou nezbytné ke splnění daného úkolu.